# 婆非
婆非，南北朝北魏时勿吉族（东北地区民族）人。
勿吉之前派乙力支、侯尼支到北魏朝觐。魏孝文帝太和十二年（488年），勿吉遣使到京师平城进贡楛矢方物。太和十七年（493年），婆非奉勿吉首领之命，率领五百余人再次入朝向北魏进贡献物。其后勿吉又派俟力归、石久云朝觐。